# 吉澄
吉澄（1507年—？），字靜甫，號山泉，直隸大名府開州人，匠籍，明朝政治人物。

## 生平
嘉靖十九年（1540年）庚子科順天府鄉試第八十五名舉人。嘉靖二十三年（1544年）甲辰科三甲五十九名進士。授洛南知县，任內恤民困苦，轻徭薄赋，以治绩，二十八年十一月选授贵州道試御史，三十年巡按山西，三十二年巡按陕西，三十五年改巡按福建，三十六年十月升南京大理寺右寺丞，三十九年四月升北大理寺左寺丞，四十年四月升都察院右佥都御史、巡抚辽东。四十一年九月兵科给事中陈嘉谟弹劾吉澄侵克马价银，被革职閑住。

## 家族
曾祖吉宣；祖父吉倫；父吉陳，正德己卯科舉人，鄭王府長史，封監察御史。母劉氏。具庆下。叔父吉阳，字萬春，正德丙子科舉人，官至巩昌府同知。